# Любовь и слёзы
«Любовь и слёзы» (араб. حب ودموع‎, Hub wa demoue) — египетский фильм 1955 года, мелодрама режиссёра Камаля аш-Шейха с участием популярных звёзд арабского кино Фатен Хамамы и Ахмеда Рамзи. Фильм снят по рассказу писателя Махмуда Субхи и повествует о нежной и верной любви бедной девушки Фатмы к морскому офицеру Ахмеду, о тяжёлых испытаниях, через которые она пронесла своё чистое и глубокое чувство. Кинолента входит в список лидеров советского кинопроката, занимая 307 место, её посмотрели 32 млн. кинозрителей СССР.

## Сюжет
Фатма живёт со своим отцом в городе Порт-Саиде и дожидается из плавания своего возлюбленного, морского офицера Ахмеда, не зная при этом, что она вот уже год как просватана за другого. Отец влез в долги к богатому ростовщику по имени Мутавалли и не в состоянии их погасить. Чтоб рассчитаться с кредитором, он обещает в оплату долга отдать свою дочь Фатму замуж за Мутавалли. Когда Ахмед приходит просить ее руки, то получает вынужденный отказ. Тем временем Мутавалли, взбешенный тем, что видел Фатму вместе с Ахмедом на вокзале, хочет немедленно на ней жениться и угрожает ее отцу тюрьмой, а самой Фатме смертью в случае несогласия. Все готово для свадебной церемонии. Отец советует Фатме бежать в порт, на корабль, где служит капитаном ее любимый. Доведенный до отчаяния и чувствуя свою вину перед дочерью, отец Фатмы в пылу ссоры убивает жениха и сам умирает от сердечного приступа во время полицейского допроса. 
Фатма не успела, судно ушло в плавание, а ей пришлось вернуться домой. Теперь она сирота и вынуждена искать работу. После долгих поисков девушка устраивается судомойкой в ресторан, который одновременно является подобием борделя. У нее теперь есть подруга - ресторанная певица Сания, которая защищает Фатму от назойливого внимания хозяина ресторана и наглых посетителей. По ее совету Фатма пишет Ахмеду письмо, но адресат его не получает. 
Через несколько месяцев корабль возвращается в порт, но Ахмед проходит мимо Фатмы, не заметив ее. Он уверен, что она уже давно замужем. Фатма же не решается подойти к любимому, потому что думает, что он забыл ее ради другой. 
Выясняется, что Сания больна раком и чтобы заработать деньги ей на операцию, Фатма готова продать себя. Она надевает вечернее платье и хозяин ресторана, довольный таким поворотом дела, выводит ее "в свет". 
Сания, чтобы спасти Фатму, бежит к Ахмеду, который только что наконец получил письмо, которое так и пролежало в почтовой конторе. Вдвоем они ищут Фатму, которой уже нет в злачном месте и находят ее в порту. Возлюбленные бросаются в объятия друг к другу.

## В ролях
- Фатен Хамама — Фатма
- Ахмед Рамзи — Ахмед
- Акила Ратиб — Сания
- Заки Ростом — Мутавалли
- Мухтар Осман — отец Фатмы

## Премьеры
- Египет — 31 октября 1955 года состоялась национальная премьера фильма в Каире[2].
- СССР — фильм демонстрировался в прокате СССР с 1957 года[3].